# Sự kiện UFO Ngày Lao động 1969

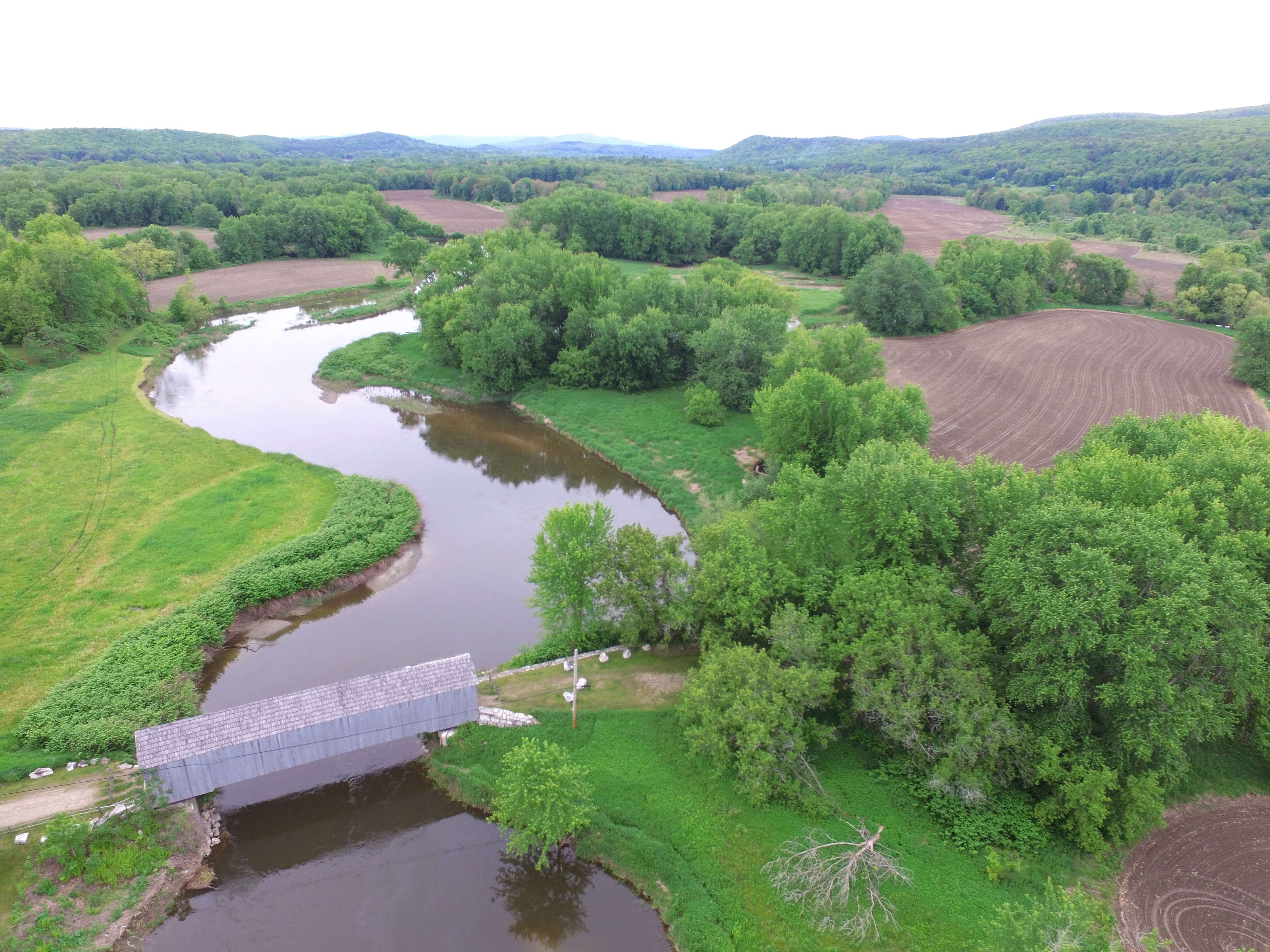
Công viên Tưởng niệm UFO nhìn từ trên không.

Sự kiện UFO Ngày Lao động là vụ 40 người dân địa phương đã tận mắt chứng kiến một chiếc UFO xảy ra vào ngày 1 tháng 9 năm 1969 tại Quận Berkshire, Massachusetts nước Mỹ. Hội Lịch sử Great Barrington từng coi vụ này là một "sự kiện có ý nghĩa lịch sử và có thật".

## Vụ người ngoài hành tinh bắt cóc khả nghi
Cuộc gặp gỡ người ngoài hành tinh nổi tiếng nhất từ biến cố này xảy ra ở Sheffield gần cây cầu có mái che cũ. Thomas Reed và gia đình đang đi qua cầu thì nhìn thấy một vật thể hình đĩa bay lơ lửng trên không. Reed mô tả con tàu này giống như một "quả cầu màu trắng" "lớn hơn cả một sân bóng đá". Họ đã cố gắng thoát khỏi UFO bằng cách tiếp tục lái xe xuống đường hẻm cầu có mái che cũ nhưng chiếc tàu vẫn bám theo sau. Reed nói rằng chiếc xe chìm trong luồng ánh sáng khi bị kéo lại gần UFO. Về sau giới chức địa phương đã kiểm tra Reed qua máy phát hiện nói dối và phát hiện anh này trung thực đến 99,1%.
Một vụ người ngoài hành tinh bắt cóc khác được cho là đã xảy ra tại Hồ Mansfield ở Great Barrington. Melanie Kirchdorfer và gia đình vừa đặt chân đến hồ khi cha cô lùi vào bãi đậu xe, và một luồng sáng chói đã nhấn chìm chiếc xe của họ. Mọi người trên xe bắt đầu hoảng sợ. Cha cô quyết định đuổi theo ánh sáng này mặc cho Melanie cầu xin ông đừng làm vậy. Cô và em gái bắt đầu run lên vì sợ hãi. Em gái cô không nhớ gì sau đó. Thế nhưng cô vẫn nhớ là mình đã bay lên và rồi phát hiện ra đang nằm trong một con tàu kỳ lạ. Tom Warner kể lại có nhìn thấy Melanie ở bên phải anh ta trên tàu. Anh nhớ lại đã nhìn thấy vẻ sợ hãi hoàn toàn trên khuôn mặt cô. Tuy nhiên, cô không nhớ đã gặp anh này. Cô nhớ lại mình đang ở trong một căn phòng với vài đứa trẻ khác. Đột nhiên, những đứa trẻ này bắt đầu biến mất, từng đứa một. Về sau, cô thức dậy ở khu hồ một mình rồi phải đi bộ về nhà. Trong lúc đó, Tom nhớ lại đồng thời anh ta được đặt nằm ngửa ở đầu bên kia chiếc xe của gia đình mình.

## Công viên Tưởng niệm UFO
Thom Reed đã lập nên công viên này vào năm 2015 là nơi xảy ra vụ người ngoài hành tinh bắt cóc khả nghi ở Sheffield để tưởng nhớ sự kiện này. Một tượng đài bằng đá granit nặng 5.000 pound đã được đặt trong công viên từ năm 2015 đến năm 2019 thì thay thế bằng một tấm biển có nội dung "Thay mặt cho cư dân Khối Thịnh vượng Massachusetts, tôi vui mừng trao cho bạn lời khen tặng này của Thống đốc nhằm ghi nhận sự kiện thế giới xảy ra vào ngày 1 tháng 9 năm 1969 có liên quan đến gia đình Reed vừa được tạo dựng. Sự phục vụ tận tâm của bạn đối với biến cố này trên thực tế đã được giới sử gia Massachusetts coi là có ý nghĩa lịch sử và có thật. Những hồ sơ làm nổi bật sự kiện lịch sử này giờ đây chính thức là một phần của bộ sưu tập thuộc về Hội Lịch sử MA Great, Barrington và sự giới thiệu gần đây của bạn về lịch sử Massachusetts". Tấm biển này do Thống đốc Charlie Baker đề tặng.